# Апсара
Апсари (санскр. अप्सरस्, apsaras IAST, «багатоводні») — напівбогині в індуїстській міфології, духи хмар або води (пор. з німфами в грецькій міфології). Зображувалися у вигляді прекрасних жінок, одягнених в багатий одяг і такими, що носять коштовності. У ведичній міфології були дружинами і коханими гандхарвів. При переході в індуїстську міфологію придбали функції небесних танцівниць і куртизанок. Також, за переказами, апсари хвалять полеглих героїв у раю Індри.

## Походження

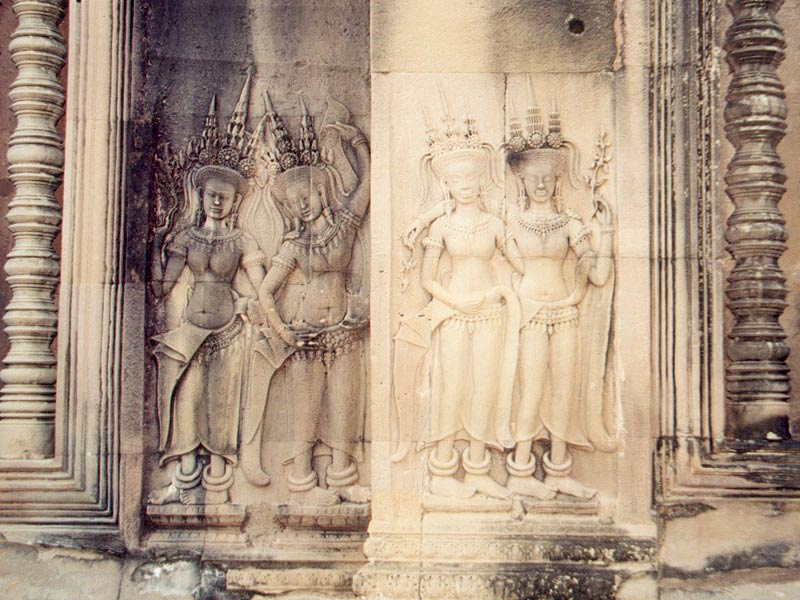
Барельєф на стіні храму Ангкор-Ват, Камбоджа

Походження апсар в різних джерелах описується різно. У «Рамаяні» згадується, що апсари виникли при збиванні океану богами й асурами, ні ті, ні інші не захотіли брати їх в дружини, бо вже були одружені, і вони стали належати всім. За іншими легендами найзнаменитіших апсар (таких як Менака, Урваши, Тілоттама та ін) створив Брахма, а інші були дочками Дакші. Число апсар коливається за різними даними від декількох десятків до сотень тисяч. Апсари, що знаходилися в безпосередньому служінні у богів, часто використовувалися ними для спокушання аскетів або святих пустельників, які шляхом аскези могли б стати рівними богам.
Апсари (санскр., наголос на перший склад — «багатоводні», «рух у воді» або «рухома вода», «вийшла з води».) придбали функції небесних танцівниць і куртизанок в царстві Індри на вершині Вселенської гори Сумеру (або Меру). Апсари зображуються у вигляді прекрасних жінок, одягнених у багатий одяг та носять коштовності, і описуються як «широкобедрі, з вузькою талією, граціозні немов пантери». Вони були чудовими танцівницями і божественними куртизанками, вічно непорочними, незважаючи на всі свої любовні історії. Часто з апсарами порівнюють найпрекрасніших земних жінок.

## Функції

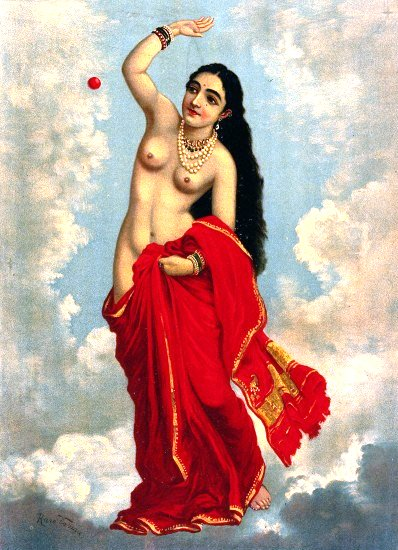
Тілотама

Коли Бхарата записав Натья-Шастрі, а потім зібрався представити перший спектакль, знадобилися танцівниці, ось тоді Брахма, на прохання Бхарати, і створив перших апсар. Один із стародавніх текстів повідомляє про існування 35 мільйонів апсар, додаючи при цьому, що тільки 1060 з них — апсари по суті. Їх головна функція-надати двору Індри своєю присутністю і мистецтвом спокусливу принадність, ось чому іноді їх називають «дочками насолоди» (сумАд атмаджА). Вони також вважаються нагородою героя, полеглого в битві.
Однак апсари відомі ще однієї своєї обов'язком, яку вони виконують за велінням Індри. Всякий раз, коли хто-небудь, у нашому світі, починає посилено віддаватися аскезі, йозі (тапас-суворим йогическим практикам), Індра перебуває в страху за свою могутність і трон. До таких йогам і посилають апсар з наказом «зачарувати і спокусити», хоча розгніваний йог-містик міг наслати на апсар страшне прокляття (мудрець Вишвамитра перетворив апсар Рамбху (або Манірамбху) в камінь до наступного втілення на Землі Вішну (цього разу в образі Рами). Містична сила, накопичена аскезою, в перебігу сотень і тисяч років, швидко виснажується в чуттєвих насолодах. Порушення цнотливості або навіть пробудження любовної пристрасті позбавляє йога його містичної сили, знайденої їм у аскезі.
Апсари поєднуються шлюбом, де і коли забажають, але зустрівши справжнє кохання, вони стають ідеальними дружинами (вступивши в зв'язок з людиною апсари здатні дати життя дитині). Менака полюбила Вишвамитра і народила дочку Шакунтали. Але апсари не можуть жити у світі людей стільки скільки захочуть, Індра вимагав щоб Менака повернулася, і їй довелося підкориться і залишити коханого чоловіка і новонароджену дочку. Те ж відбулося і з Урваши, яка покохала принца Пурураваса. Гандхарви, знову ж за наказом Індри, підлаштували все так, що Урваши довелося покинути Пурураваса.
Апсари займають нижче становище в небесній ієрархії, можуть літати по повітрю, але більшою містичною силою не володіють. Носять знак «скорпіона» на стегні. Вони не є нижчими природними духами (німфами), що живуть в деревах або воді, до русалок вони також не мають ніякого відношення (русалки — це жителі іншого виміру). Апсар називають «вийшли з води» тому що вони виникли з Океану Первинною Матерії, з якої створено все у Всесвіті.